# Bad Bevensen-Preis
Der Bad Bevensen-Preis (Eigenschreibweise) ist eine Auszeichnung für vokale und instrumentale Gestaltung und Interpretation niederdeutscher Texte. Er wurde 1985 von der Stadt Bad Bevensen eingerichtet und von einer aus fünf Mitgliedern bestehenden Jury zunächst in unregelmäßigen Abständen, seit 2008 alle vier Jahre vergeben. Der Bad Bevensen-Preis ist mit 2000 Euro dotiert und wird im Rahmen der so genannten Bevensen-Tagung, der Jahrestagung für Niederdeutsch, überreicht.

## Preisträger
- 1985: Helmut Debus
- 1987: Piatkowski & Rieck
- 1990: Dragseth-Duo
- 1993: Jan Cornelius
- 1997: Jochen Wiegandt
- 2000: Gruppe Schmelztiegel
- 2003: Gerd Brandt und die Gruppe Laway
- 2006: Traute Römisch und Andy Mokrus
- 2008: Gruppe Lorbaß und Jan Graf
- 2012: Otto-Groote-Ensemble[2]
- 2016: Gerrit Hoss[3]
- 2021: Die Tüdelband[4]